# Agama kaukaska
Agama kaukaska (Paralaudakia caucasia) – gatunek jaszczurki z podrodziny Agaminae w rodzinie agamowatych (Agamidae).

## Występowanie
Agama kaukaska występuje od Kaukazu (Armenia, Azerbejdżan, Gruzja i rosyjski Dagestan) i wschodniej Turcji przez północny i środkowy Iran (i być może północno-wschodni Irak) po Turkmenistan, Tadżykistan, Afganistan i Pakistan. Niektórzy autorzy podają, że występuje też w Uzbekistanie, ale tamtejsze stwierdzenia mogą dotyczyć innego podobnego gatunku.
Występuje od nizin po góry, do wysokości 3000 m n.p.m. Żyje wśród skał, jest aktywna w dzień, za kryjówki wybiera szczeliny skalne i jamki pod kamieniami. Zimuje zwykle gromadnie. Samce często wygrzewają się na wyżej położonych skałach, jednocześnie obserwując otoczenie. Gdy zbliża się podejrzany obiekt, najbliżej położone samce zaczynają kiwać głowami, co jest sygnałem ostrzegawczym dla innych osobników, gdy obiekt ten zbliży się na odległość 8–10 m wszystkie agamy natychmiast chowają się w szczelinach skalnych. Przy próbie wydobycia agama nadyma się powietrzem, klinując się w ten sposób, co uniemożliwia jej wyciągnięcie.

## Cechy morfologiczne
Osiąga 15–18 cm długości. Głowa, tułów i nasada ogona silnie spłaszczone. Po bokach szyi występują poziome fałdy skórne. Łuski na ogonie ułożone w wyraźne pierścienie.
Grzbiet szaro-oliwkowy lub oliwkowobrązowy z żółtymi plamkami, ułożonymi w poprzeczne pasma lub tworzącymi mozaikowy deseń. Ogon pokryty na przemian żółtymi i czarnymi pręgami.

## Odżywianie
Żywi się stawonogami oraz soczystymi częściami roślin.

## Rozród
Pod koniec czerwca samica składa 8–14 jaj.